# 成子映画劇場
成子映画劇場（なるこえいがげきじょう）は、東京・新宿にあった映画館である。1915年（大正4年）に成子不二館（なるこふじかん）として開業、第二次世界大戦中の一時期、成子松竹映画劇場（なるこしょうちくえいがげきじょう、旧漢字表記成子松竹映畫劇場、略称成子松竹）と改称、地下に成子地下映画劇場（なるこちかえいがげきじょう、旧漢字表記成子地下映畫劇場）を併設したが、戦後は地下を閉じ、表題の館名（略称成子映画）に改称した。1970年（昭和45年）ころ閉館。
不二館時代の関東大震災直後に、牧野省三のマキノ映画製作所が大手にパージされた際に全国公開の一番手を引き受けてこれを救い、阪東妻三郎の初主演作『鮮血の手型』を全国に先駆けて公開し、同社作品の全国一番館となったこと等で知られる。

## 沿革
- 1915年 - 成子不二館として開業[3][4][5]
- 1939年 - 成子松竹映画劇場に改称、地下に成子地下映画劇場を併設[7]
- 1950年代 - 成子映画劇場に改称[2][9]
- 1970年ころ - 閉館

## データ
- 所在地 : 東京府豊多摩郡淀橋町大字柏木191番地[4][6]
  - のちの東京府東京市淀橋区柏木町1丁目191番地[1][7]
  - 現在の東京都新宿区西新宿8-19-2[2] （現況は西新宿TKビル[15]）

北緯35度41分43.4秒 東経139度41分26.0秒 / 北緯35.695389度 東経139.690556度
- 開業資本金 : 25万円（1915年[5]）
- 観客定員数 : 
  - 552名（1927年[4]）
  - 430名、地下劇場209名（1942年[7]）
- 最寄駅 : 都電杉並線成子坂下停留所

## 概要
茨城県出身の人物・南川達次郎（南川達二郎）が、1915年（大正4年）、25万円（当時）の資本を投入し、まだ郡部であったがすでに繁華街となっていた東京府豊多摩郡淀橋町柏木191番地（現在の東京都新宿区北新宿2-21-2）に、成子不二館として開業した。同年発行の『キネマレコード』第4巻第38号に府下新宿の映画館として、新宿館とともにリストアップされた。
1923年（大正12年）9月1日、関東大震災に被災するが、急ピッチで復興を進め、新宿武蔵野館が復興した同年10月6日の3日後の同月9日には、開館することができた。そのころ、震災の混乱に乗じた日活の横田永之助が、他社によびかけ、同年6月に日活から独立した牧野省三のマキノ映画製作所を中心とした独立プロダクションを排撃する動きに出たが、そのとき、マキノ作品の新作を全国公開の一番手として引き受けたのが、独立自主興行を行っていた同館であった。同館復興の1週間後の同月17日、『鮮血の手型 前篇』（監督沼田紅緑、脚本寿々喜多呂九平）、同月26日にはその後篇を公開、同作は阪東妻三郎の本格的初主演作であり、それを日本で最初に上映することができた。震災前までのマキノ作品の全国公開の一番手は、高松豊次郎が経営する浅草公園六区・大東京であり、1926年（大正15年）1月には一番手は大東京に戻ったが、その後も同館はマキノ上映館として残った。1925年（大正14年）に発行された『日本映画年鑑 大正十三・四年』によれば、同年当時の同館は、東亜キネマ・帝国キネマの邦画（日本映画）の専門館となっていた。『日本映画事業総覧 昭和五年版』によれば、同年当時の同館は、当時の観客定員数は552名、興行系統は日活に変わっており、経営は南川達次郎の個人経営、支配人は石川仁太郎であった。
トーキーの時代に入り、1939年（昭和14年）、松竹が同館を買収して直営化し、成子松竹映画劇場と改称した。その後、第二次世界大戦が開始され、1942年（昭和17年）には戦時統制が敷かれ、日本におけるすべての映画が同年2月1日に設立された社団法人映画配給社の配給により、すべての映画館が紅系・白系の2系統に組み入れられるが、松竹の経営のもと、白系の配給系統に入った。同年当時の同館は、当時の観客定員数は430名、支配人は甘利福義が務めており、また、同館の地階に観客定員数は209名の成子地下映画劇場（支配人森治男）を併設した。当時、成子坂とその近辺には、東横成子坂映画劇場（経営新宿興業、支配人清家仁之介）、新宿電気館（当時改築中、かつてのパリー劇場）があったが、空襲による焼失後、戦後は復活しなかった。
終戦後は、しばらくは成子松竹映画劇場としてあり、当時医学生であり、のちに小説家となる山田風太郎が1946年（昭和21年）の日記に同館「成子松竹」をしばしば登場させ、『愛より愛へ』（監督島津保次郎、1938年公開の旧作再映）、『うたかたの恋』（監督アナトール・リトヴァク、1946年11月12日日本初公開）、『歌麿をめぐる五人の女』（監督溝口健二、1946年12月15日公開）を同館で鑑賞した旨の記述が残されている。正確な時期は不明であるが、1950年代には成子映画劇場に改称している。上野昻志によれば、1960年代には『関東無宿』（1963年11月23日公開）等の日活の新作も公開されたが、基本的には日本映画の二番館（名画座）として、豊富に観ることができる場所であったという。1970年（昭和45年）ころに閉館した。『映画年鑑 別冊 映画便覧』には、同年ころまで同館の名が掲載されている。
現在でいう東京都道・埼玉県道4号東京所沢線の青梅街道沿いに位置し、同館の正面には丁字路「成子天神下交差点」があり、そこを起点に東京都道新宿副都心十二号線（通称公園通り）が南へ伸びている。同館の跡地は山口銀行となった後、再開発が行われ、2003年（平成15年）2月に地上9階・地下1階建ての西新宿TKビルが竣工し、現在（2016年）に至る。

## おもなフィルモグラフィ

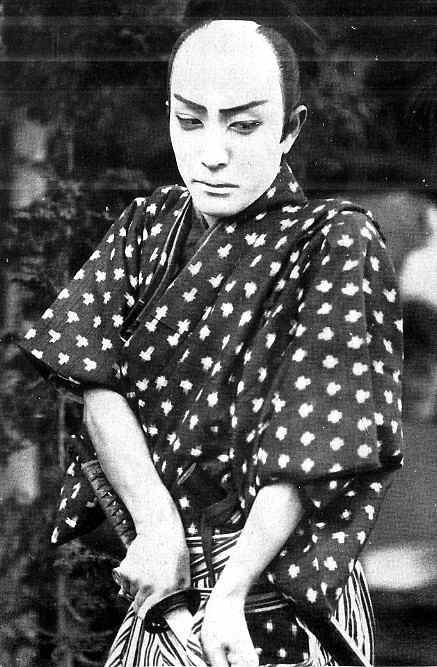
阪東妻三郎第1回主演作『鮮血の手型』（写真、1923年）を日本で一番手に封切ったのが、同館である。

日本映画データベースに掲載された作品のうち、同館が全国公開の一番手として位置し、公開館として特筆して記録されている全作品の一覧である。すべて製作は「マキノ映画製作所等持院撮影所」、配給は「マキノキネマ」であり、すべて1923年 - 1924年の間に「成子不二館」で公開された作品である。「全国公開の一番手」以外の位置づけでの上映作品は、膨大であるため省略した。公開日の右側には、東京国立近代美術館フィルムセンター（NFC）、マツダ映画社所蔵等の上映用プリントの現存状況についても記す。
- 『鮮血の手型 前篇』 : 監督沼田紅緑、主演阪東妻三郎、1923年10月17日公開[12]
- 『鮮血の手型 後篇』 : 監督沼田紅緑、主演阪東妻三郎、1923年10月26日公開
- 『魔の池』 : 監督衣笠貞之助、主演島田嘉七・森静子、1923年10月26日公開
- 『三日月次郎吉』 : 監督牧野省三、主演市川幡谷・片岡松花、1923年11月2日公開
- 『咽び泣く魂』 : 監督金森萬象、主演島田嘉七・森静子、1923年11月15日公開
- 『凋落の彼方へ』 : 監督衣笠貞之助、主演島田嘉七・環歌子、1923年11月23日公開
- 『菊の井物語』 : 監督後藤秋声、主演阪東妻三郎・環歌子、1923年11月23日公開
- 『小雀峠』 : 監督沼田紅緑、主演市川小蝦・片岡市太郎、1923年11月30日公開 - 60分尺で現存（NFC所蔵[29]） / 31分尺で現存（マツダ映画社所蔵[28]）
- 『金色夜叉 寛一の巻』 : 監督衣笠貞之助、主演宮島健一・田中嘉子、1923年12月7日公開
- 『瀧口入道 夢の恋塚』 : 監督後藤秋声、主演阪東妻三郎・環歌子、1923年12月14日公開
- 『悩める小羊』 : 監督金森萬象、主演横山運平・森静子、1923年12月14日公開
- 『迷宮の鍵』 : 監督井上金太郎、主演竹村信夫、1923年12月21日公開
- 『生首の薄化粧』 : 監督沼田紅緑、主演市川幡谷・森静子、1923年12月21日公開
- 『青春の悲歌』 : 監督金森萬象、主演横山運平・森静子、1923年12月31日公開

- 『超現代人』 : 監督金森萬象、主演横山運平・森静子、1924年4月11日公開
- 『祇園の春 散り行く花』 : 監督金森萬象、主演森静子・岡田時彦、1924年5月2日公開
- 『郷関を出てて』 : 監督井上金太郎、主演竹村信夫・夏目香代子、1924年5月9日公開
- 『鉄窓に見る月』 : 監督金森萬象、主演横山運平・森静子、1924年6月6日公開